# اگنوس برناتو
اگنوس برناتو (انگلیسی: Agnus Berenato؛ زادهٔ ۹ دسامبر ۱۹۵۶) بازیکن بسکتبال، و سرمربی (بسکتبال) اهل ایالات متحده آمریکا است.